# Soraya Telles
Soraya Telles, född 6 september 1958, är en friidrottare från Brasilien. Hon deltog vid olympiska sommarspelen 1988.